# Калиновка (Волгоградская область)
Калиновка — хутор в Камышинском районе Волгоградской области, в составе  Семёновского сельского поселения.
Население - 301 чел. (2010)

## История
Село Калиновка значится в списке населенных пунктов Камышинского района на 01 января 1972 года. Село относилось к Семёновскому сельсовету (Семёновский сельсовет включён в состав Камышинского района в 1963 году). Как хутор, населённый пункт значится в Списке 1988 года.

## География
Хутор находится в пределах Приволжской возвышенности, являющейся частью Восточно-Европейской равнины, в начале балки, являющейся правым притоком реки Семёновка, примерно на полпути между сёлами Семёновка и Гуселка, на высоте около 200 метров над уровнем моря. Почвы - тёмно-каштановые.
По автомобильным дорогам расстояние до районного центра города Камышин - 67 км, до областного центра города Волгоград - 250 км, до города Саратов - 160 км. Ближайший железнодорожный разъезд Семёновский железнодорожной ветки Саратов - Иловля Волгоградского региона Приволжской железной дороги расположен в 15 км восточнее Калиновки в селе Усть-Грязнуха.
Часовой пояс
Калиновка, как и вся Волгоградская область, находится в часовой зоне МСК (московское время). Смещение применяемого времени относительно UTC составляет +3:00.

## Население
Динамика численности населения
| 1987 | 2002 |
| ---- | ---- |
| ≈290 | 330  |

| 2010 |
| ---- |
| 301  |